# گابباسوو
گابباسوو (انگلیسی: Gabbasovo) یک شهرک در شهرستان زیانچورینسکی استان باشقیرستان کشور روسیه است.